# Liste der Biografien/Grea
Liste der Biografien |
Portal Biografien |
Personensuche
# |
A |
B |
C |
D |
E |
F |
G |
H |
I |
J |
K |
L |
M |
N |
O |
P |
Q |
R |
S |
T |
U |
V |
W |
X |
Y |
Z |
?
 
Ga |
Gb |
Gc |
Gd |
Ge |
Gf |
Gh |
Gi |
Gj |
Gk |
Gl |
Gm |
Gn |
Go |
Gp |
Gq |
Gr |
Gs |
Gu |
Gv |
Gw |
Gy |
Gz
 
Gra |
Grb–Grd |
Gre |
Grg |
Gri |
Grj |
Grk |
Grl |
Grm |
Gro |
Grs |
Gru |
Gry |
Grz
 
Grea |
Greb |
Grec |
Gred |
Gree |
Gref |
Greg |
Greh |
Grei |
Grek |
Grel |
Grem |
Gren |
Grep |
Gres |
Gret |
Greu |
Grev |
Grew |
Grey |
Grez
Die Liste der Biografien führt alle Personen auf, die in der deutschsprachigen Wikipedia einen Artikel haben. Dieses ist eine Teilliste mit 46 Einträgen von Personen, deren Namen mit den Buchstaben „Grea“ beginnt.

## Grea

### Greac
- Greacen, Robert (1920–2008), irischer Dichter

### Greal
- Grealish, Jack (* 1995), englisch-irischer Fußballspieler
- Grealish, Noel (* 1965), irischer Politiker

### Grean
- Greaney, Mark (* 1967), US-amerikanischer Autor
- Greanias, Thomas (* 1965), amerikanischer Schriftsteller
- Greany, Malcolm (1915–1999), US-amerikanischer Naturfotograf

### Grear
- Gréard, Octave (1828–1904), französischer Pädagoge und Mitglied der Académie française

### Greas
- Grease, Dame, US-amerikanischer Hip-Hop-Produzent

### Great
- Great Khali, The (* 1972), indischer Bodybuilder, Boxer, Wrestler und SchauspielerThe Great Khali (* 1972)

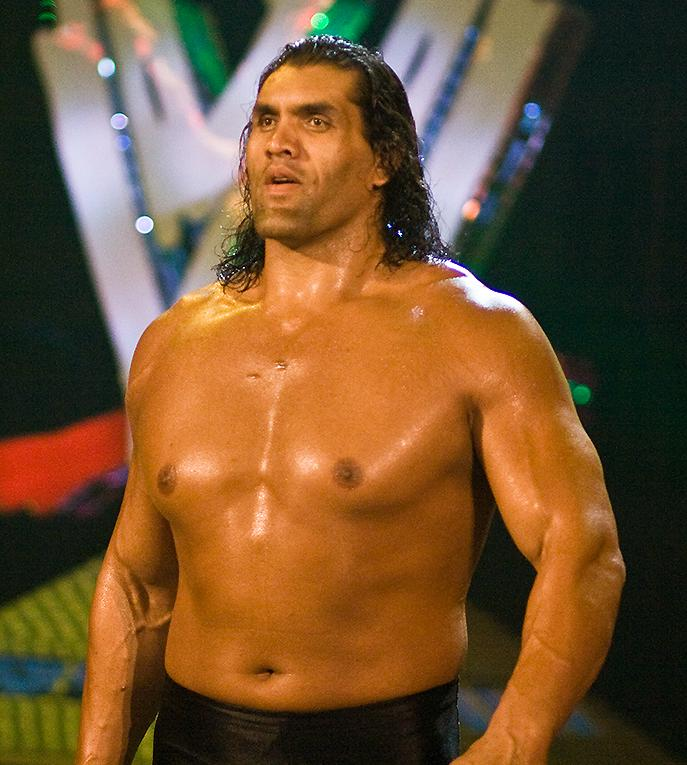
The Great Khali (* 1972)

- Greatbatch, Shaun (1969–2022), englischer Dartspieler
- Greatbatch, Wilson (1919–2011), US-amerikanischer Ingenieur und Erfinder, Entwickler des implantierbaren Herzschrittmachers
- Greathead, James Henry (1844–1896), Bauingenieur, der die Tunnelbohrmaschine erfand
- Greatorex, Eleanor (1854–1908), US-amerikanische Malerin
- Greatorex, Eliza Pratt (1819–1897), US-amerikanische Landschaftsmalerin, -zeichnerin und -radiererin
- Greatorex, Henry Wellington (1816–1858), englisch-amerikanischer Organist und Komponist
- Greatorex, Kathleen Honora (1851–1942), US-amerikanische Malerin und Illustratorin
- Greatrakes, Valentine (1628–1682), irischer Geistheiler
- Greatrex, Geoffrey B. (* 1968), kanadischer Althistoriker
- Greatrex, Richard, britischer Kameramann
- Greatrex, Tom (* 1974), britischer Politiker
- Greatwich, Christopher (* 1983), englisch-philippinischer Fußballspieler

### Greau
- Greaux, Kyle (* 1988), Sprinter aus Trinidad und Tobago
- Greaux, Larrier (* 1979), Fußballspieler von St. Kitts und Nevis

### Greav
- Greaves, Beau (* 2004), britische DartspielerinBeau Greaves (* 2004)

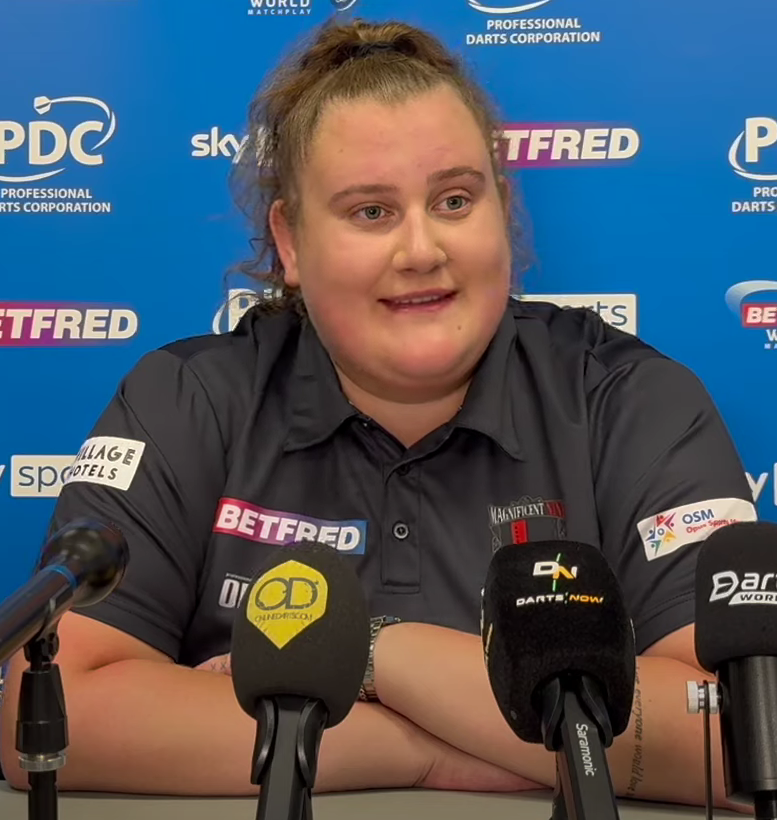
Beau Greaves (* 2004)

- Greaves, Chris (* 1990), südafrikanischer Cricketspieler
- Greaves, Daniel (* 1959), britischer Drehbuchautor, Regisseur, Filmproduzent und Animator
- Greaves, David (1946–2019), englischer Snookerspieler
- Greaves, Ian (1932–2009), englischer Fußballspieler und -trainer
- Greaves, Iwan Michailowitsch (1860–1941), russischer Historiker und Hochschullehrer
- Greaves, James Pierrepont (1777–1842), englischer Mystiker, pädagogischer Reformer, Sozialist und progressiver Denker
- Greaves, Jane, britische Astronomin
- Greaves, Jimmy (1940–2021), englischer FußballspielerJimmy Greaves (1940–2021)

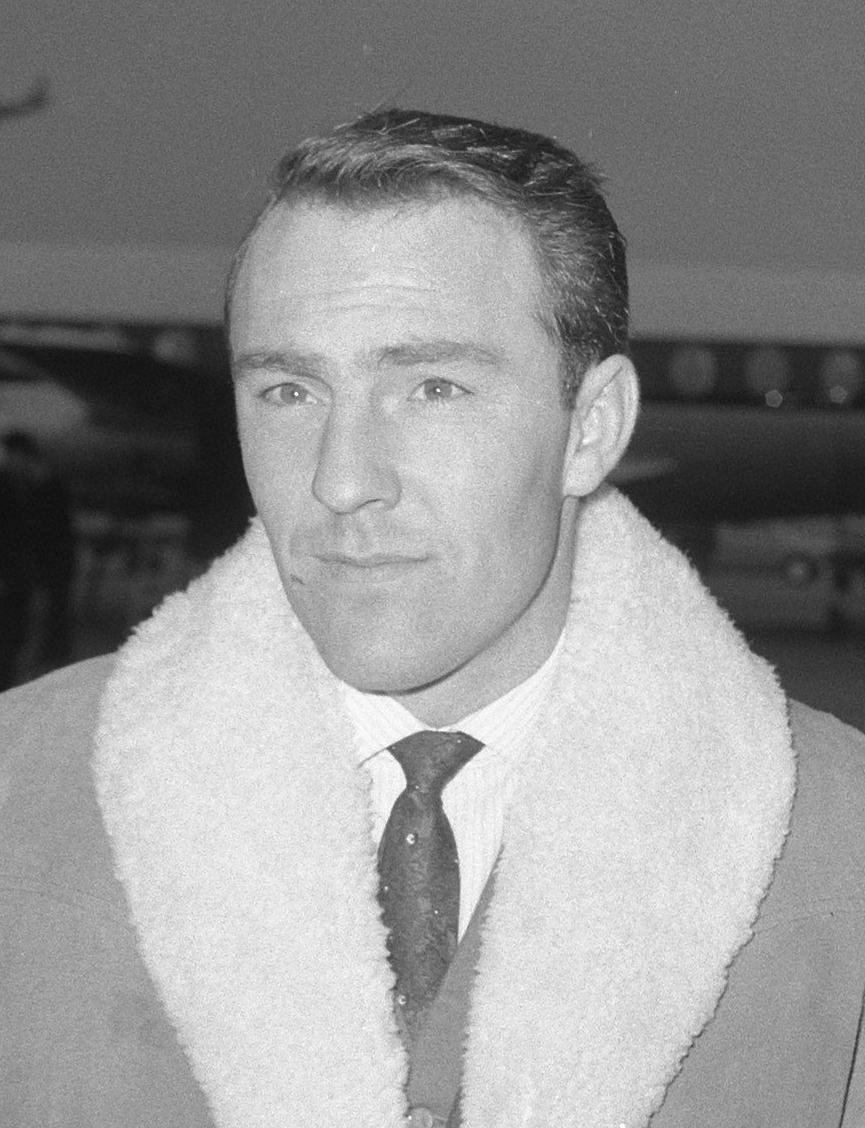
Jimmy Greaves (1940–2021)

- Greaves, John (1602–1652), britischer Mathematiker und Altertumsforscher
- Greaves, John (* 1950), britischer Musiker
- Greaves, Latoya (* 1986), jamaikanische Hürdenläuferin
- Greaves, Mary Ann (1834–1897), neuseeländische Prostituierte
- Greaves, Melvin (* 1941), britischer Onkologe
- Greaves, R. B. (1943–2012), US-amerikanischer Sänger und Songwriter
- Greaves, Rosamund, 11. Countess of Dysart (1914–2003), britische Peeress und Politikerin
- Greaves, Terence (1933–2009), britischer Komponist und Musikpädagoge
- Greaves, Thomas (1611–1676), englischer Orientalist
- Greaves, Tony, Baron Greaves (1942–2021), britischer Politiker
- Greaves, Walter (1907–1987), englischer Radsportler
- Greaves, William (1897–1955), britischer Astronom
- Greavu, Ilie (1937–2007), rumänischer Fußballspieler

### Greaz
- Greaza, Walter (1897–1973), US-amerikanischer Schauspieler und Fernsehschauspieler